# Mount Whisler
Mount Whisler är ett berg i Kanada.   Det ligger i territoriet Nunavut, i den nordöstra delen av landet, 4 100 km norr om huvudstaden Ottawa. Toppen på Mount Whisler är 2 500 meter över havet.
Terrängen runt Mount Whisler är huvudsakligen kuperad.Trakten runt Mount Whisler är nära nog obefolkad, med mindre än två invånare per kvadratkilometer.. Det finns inga samhällen i närheten.
Trakten runt Mount Whisler är permanent täckt av is och snö.